# Estado Liberal (Costa Rica)

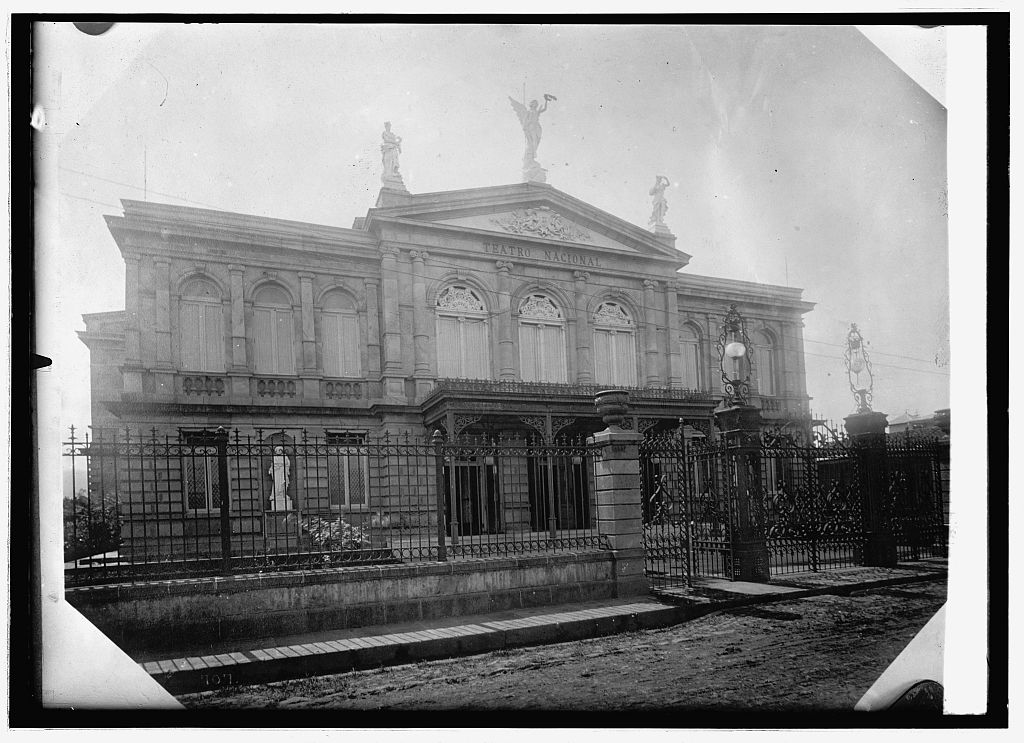
El Teatro Nacional de Costa Rica en 1909, símbolo de la Costa Rica liberal y progresista de finales del siglo xix y principios del siglo xx.

Se conoce como Estado Liberal a un período histórico costarricense que se dio aproximadamente entre 1870 y 1940. Respondió al dominio hegemónico en lo político, ideológico y económico de la filosofía liberal. Se le considera un periodo de trascendental importancia para la historia costarricense, pues es cuando finalmente se da la consolidación del Estado nacional y sus instituciones. La llegada de los liberales al poder significó un profundo cambio que afectó todos los aspectos esenciales de la política, la economía, la sociedad y la cultura costarricenses. El paso de Costa Rica de provincia colonial a nación soberana no se dio de manera mecánica, sino que debieron ocurrir toda una serie de transformaciones en todos los ámbitos para que el Estado lograse consolidarse como tal. La filosofía liberal fue uno de los fundamentos esenciales del nuevo modelo político implementado especialmente a partir de 1890, donde los sistemas jurídico y educativo adquieren especialmente relevancia. Las directrices del discurso liberal de progreso y desarrollo, vinieron a definir el norte a seguir por el Estado durante su proceso de consolidación. La ruptura del país con el viejo orden poscolonial se dará en este periodo, pues fueron los gobiernos liberales posteriores a 1880 los que generaron cambios en la legislación, emitiendo una serie de códigos de orden público, en las que disputaron el control que ejercía la Iglesia católica sobre la sociedad civil hasta ese momento.
Durante esta etapa de la historia nacional, el desarrollo de una economía capitalista basada en un modelo agroexportador permitió a Costa Rica su inserción en el mercado mundial y la generación de los recursos necesarios para desarrollar sus instituciones y crear obras de infraestructura, siendo la más significativa el ferrocarril al Atlántico. La consolidación de las exportaciones de café primeramente, a mediados y finales del siglo XIX, y más tarde las de banano, a finales del siglo XIX y principios del XX, como motores del desarrollo nacional, generarán una serie de cambios culturales que le darán a la nación costarricense mucha de su fisonomía actual. La consolidación de una burguesía agroexportadora aliada al capital extranjero también desencadenó una serie de cambios a nivel social que va a impulsar a los sectores populares y trabajadores a luchar por una serie de reformas sociales que se consolidarán hacia el final del periodo.

## Historia

### Antecedentes
Costa Rica se independizó del Imperio español el 15 de septiembre de 1821, junto a las otras provincias que conformaban el Reino de Guatemala. No obstante, entre 1821 y 1849, el país vivió un periodo de acomodo, donde la pugna por el poder siempre estuvo presente entre los diversos bandos que se conformaron en el país luego de la independencia. A pesar de ello, el país se mantuvo relativamente estable, con dos cortas guerras civiles (la guerra de Ochomogo y la guerra de la Liga, a lo que se suma el golpe de Estado de Francisco Morazán) y logró ciertos avances hacia la consolidación de un estado, en especial durante los gobiernos de Juan Mora Fernández, Braulio Carrillo y José María Castro Madriz, quien proclamó la república en 1848.
Entre 1849 y 1859, el gobierno de Juan Rafael Mora Porras logró el fortalecimiento de la capacidad del país en la generación de recursos que permitieran su desarrollo, con la fundación de instituciones y la introducción de Costa Rica en el mercado mundial gracias al café. Sin embargo, entre 1856 y 1857, Costa Rica tuvo que enfrentar la mayor amenaza a su existencia independiente con la llegada de los filibusteros a la vecina Nicaragua, lo que llevó a la Campaña Nacional de 1856-1857, enfrentamiento bélico tuvo amplias repercusiones en la estabilidad del país. Mora fue derrocado y fusilado en 1860 por sus enemigos, y este hecho permitió que, en la siguiente década, el país tuviera un nuevo periodo de inestabilidad política, con varios golpes de Estado perpetrados por los militares en favor de los intereses de los grupos económicos de turno, encarnados en la oligarquía cafetalera.
El orden constitucional fue restablecido durante el gobierno de Jesús Jiménez Zamora a finales de julio de 1868, una vez que el presidente logró subordinar al ejército, obligando a renunciar a los generales Máximo Blanco y Lorenzo Salazar, que hasta ese momento ejercían el poder mediante el control personal de las Fuerzas Armadas. Si bien esto permitió el fortalecimiento del Ejecutivo, no significó el retorno total de la estabilidad, pues el presidente Jiménez tuvo conductas autoritarias que motivaron la oposición a su gobierno y se buscó derrocarlo, lo que significó la llegada al poder, en 1870, del general Tomás Guardia Gutiérrez, hecho histórico que generalmente se considera como el inicio del Estado liberal en Costa Rica.

### Costa Rica bajo la dictadura de Tomás Guardia (1870-1882)

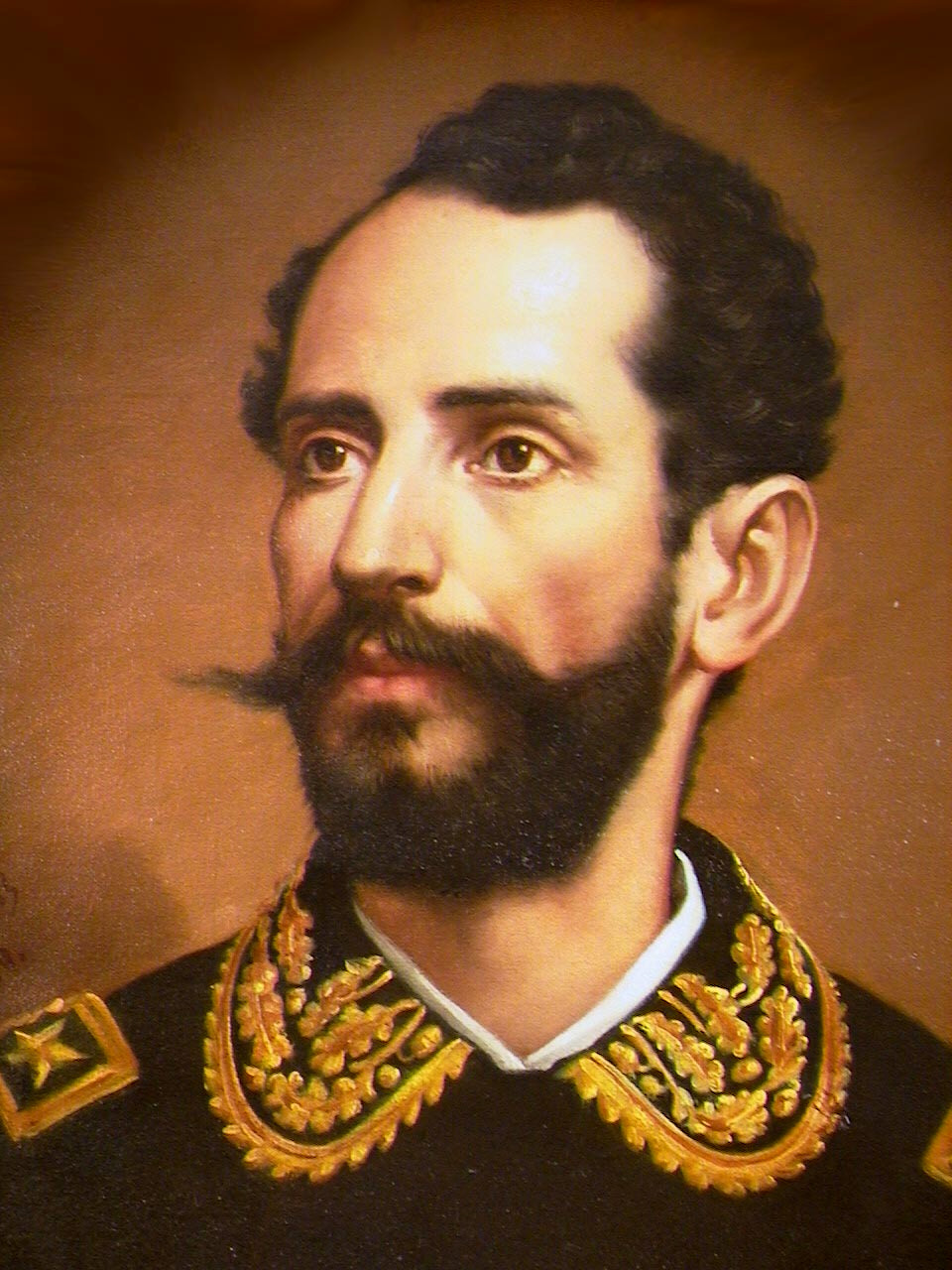
Tomás Guardia Gutiérrez.

El 27 de abril de 1870, Jesús Jiménez Zamora fue derrocado por Tomás Guardia Gutiérrez, luego de que este y sus aliados tomaran por la fuerza los cuarteles del ejército en San José y Cartago. Este golpe se recuerda con el sobrenombre de "golpe de las carretas", porque Guardia y sus allegados ingresaron al Cuartel de Artillería de San José ocultos en par de carretas cubiertas de guate. Hubo un intento de restituir a Jiménez en el cargo, pero los golpistas llegaron a un acuerdo con los jefes militares y los representantes diplomáticos de España y Francia. Se depusieron las armas y el gobierno recayó en el presidente provisorio Bruno Carranza (abril-agosto 1870), quien luego renunció y el Congreso entregó el poder a Guardia en agosto de 1870. El derrocamiento de Jesús Jiménez y la llegada al poder de Tomás Guardia se considera el cierre del periodo histórico conocido como Estado Oligárquico y el inicio del Estado Liberal propiamente dicho.
La administración del general Tomás Guardia Gutiérrez significó una verdadera transformación de la política costarricense. Su régimen (1870-1882), al igual que el de sus sucesores, Próspero Fernández Oreamuno (1882-1885) y Bernardo Soto Alfaro (1885-1889), tuvo carácter autoritario, pese a lo cual, la administración pública se expandió y se configuró un círculo de políticos e intelectuales de orientación reformista, que se conoció como Generación del Olimpo. El propósito principal de este grupo fue el de modernizar el Estado y la sociedad, introduciendo una serie de reformas liberales principalmente a partir del decenio de 1880.
El proceso se orientó hacia el fortalecimiento del Ejecutivo, la expansión de una economía agrícola capitalista, basado primeramente en el café y más tarde, en el cultivo del banano, y en la civilización de los sectores populares. Guardia protagonizó un gobierno duro y progresista, desterrando a muchos de sus enemigos políticos. El hito más importante de su gobierno fue la redacción de la Constitución Política de Costa Rica de 1871, en la cual prohibió la pena de muerte, decretó la libertad de culto, fortaleció la educación y separó los tres poderes de la República.
En 1876, Guardia dejó la primera magistratura y le sucedió Aniceto Esquivel Sáenz, pero el general retuvo el puesto de jefe del ejército y mantuvo siempre el control del país. El gobierno de Aniceto Esquivel fue breve (mayo-julio 1876), pues su distanciamiento del general Guardia significó que este le derrocase y se proclamara a Vicente Herrera Zeledón (1876-1877) como presidente provisorio, aunque en la práctica, Guardia fue el verdadero gobernante, tomando de nuevo el poder en 1878 y lo mantendrá hasta su muerte en 1882. Este segundo periodo destacó por la concesión para la construcción del primer ferrocarril al Atlántico, obra encargada al ingeniero estadounidense Minor Cooper Keith, que a la postre también desencadenó la explotación del banano como recurso de exportación. La construcción del ferrocarril inició en 1871-1872, pero no se completó debido a dificultades técnicas, falta de fondos y corrupción. También significó las primeras inmigraciones masivas de italianos, jamaiquinos y chinos para trabajar en la construcción del ferrocarril.

### Gobierno de Próspero Fernández Oreamuno
Guardia murió en el cargo y fue sucedido por Próspero Fernández, quien preparó al país para una eventual guerra contra las intenciones del general guatemalteco Justo Rufino Barrios, que intentó reunificar Centroamérica por la fuerza, pero con la muerte de Barrios se evitó la guerra. En su gobierno se redactaron nuevos códigos civil, militar y fiscal. Fernández también expulsó del país, en 1884, a los jesuitas, junto con el obispo Bernardo Augusto Thiel, acusando al clero de tener injerencia política.

### Gobierno de Bernardo Soto
A la muerte de Fernández en el cargo, el gobierno pasó a Bernardo Soto Alfaro, quien dedicó su gestión al desarrollo cultural y material del país. Durante su gobierno se destacó la labor de Mauro Fernández Acuña, quien fundó la Escuela Normal, para formación de personal docente, firmó la Ley General de Educación Común, que ampliaba la educación secundaria, así como la fundación del Liceo de Costa Rica, el Instituto de Alajuela y el Colegio Superior de Señoritas entre 1887 y 1888, y el cierre de la Universidad de Santo Tomás. En 1887, se creó el Museo Nacional de Costa Rica. Durante esta década, también, se inauguró el servicio nacional de teléfonos. En 1888, se introdujo el matrimonio civil y el divorcio, así como la secularización de los cementerios.
Durante el gobierno de Soto, se estableció en el país la Cruz Roja y se creó la lotería nacional para el financiamiento de hospitales. Tras las elecciones de 1889, el gobierno de Soto intentó desconocer el resultado que daba ganador, por abrumadora mayoría, a José Joaquín Rodríguez Zeledón. El 7 de noviembre de ese año, la población entera, bajo el liderazgo de Rafael Yglesias Castro, se levantó a favor del triunfo electoral de Rodríguez en la primera jornada cívica y popular de la historia costarricense, por lo cual ese día es recordado como el Día de la Democracia Costarricense. Soto prefirió apartarse del poder antes que reprimir a la población, entregando el gobierno al Dr. Carlos Durán Cartín, primer designado, quien seis meses después entregó el gobierno a Rodríguez.

### Gobierno de José Joaquín Rodríguez Zeledón

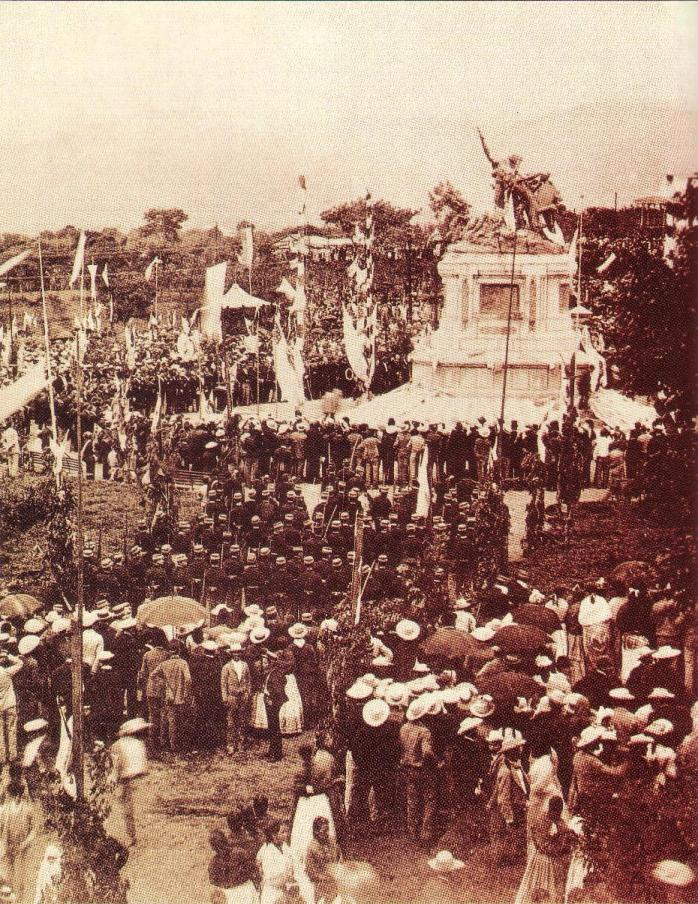
Fotografía histórica de la Inauguración del Monumento Nacional de Costa Rica el 15 de septiembre de 1895.

El gobierno de Rodríguez Zeledón se caracterizó por actuaciones arbitrarias en el ejercicio de sus funciones. Durante su gobierno se inauguró el monumento a Juan Santamaría (1891).

### Gobierno de Rafael Yglesias Castro
Le sucedió en el cargo Rafael Yglesias Castro, cuya administración fue dinámica y progresista. En su gestión se inauguró el Monumento Nacional de Costa Rica (1895), la Escuela de Bellas Artes y el Teatro Nacional (1897), se implantó el Patrón Oro, se inició la construcción del ferrocarril al Pacífico y se efectuaron muchas otras obras de progreso. En 1899, se fundó la compañía transnacional United Fruit Company, que llegó a controlar la producción y exportación del banano durante el siglo siguiente, y cuya presencia fue desencadenante de importantes movimientos sociales en el siglo XX.
Durante el segundo período de Rafael Yglesias, en 1900, se inauguró el tranvía en San José, se publicaron las primeras novelas costarricenses (El Moto y Las Hijas del Campo, de Joaquín García Monge) y se introdujo el primer automóvil, propiedad de Enrique Carranza. En 1902, Yglesias fue sucedido por Ascensión Esquivel Ibarra, cuyo gobierno fue austero y con una severa economía. Durante este gobierno, se adoptó la actual letra del Himno Nacional, escrita por José María Zeledón Brenes.

### Don Cleto y Don Ricardo
En 1906 inició el primer mandato de Cleto González Víquez, quien amplió la cañería de San José y las de otras ciudades. Se preocupó grandemente por la higiene pública y los servicios municipales. Construyó el edificio (ya derribado) de la antigua Biblioteca Nacional y terminó el ferrocarril al Pacífico (1910). Le sucedió Ricardo Jiménez Oreamuno (1910-1914), bajo cuyo mandato se aprobó el voto directo y se graduó la primera mujer bachiller de secundaria del Liceo de Costa Rica, Ángela Acuña. En 1910, un terremoto destruyó la ciudad de Cartago, que debió ser reconstruida.

### Las reformas de Alfredo González Flores

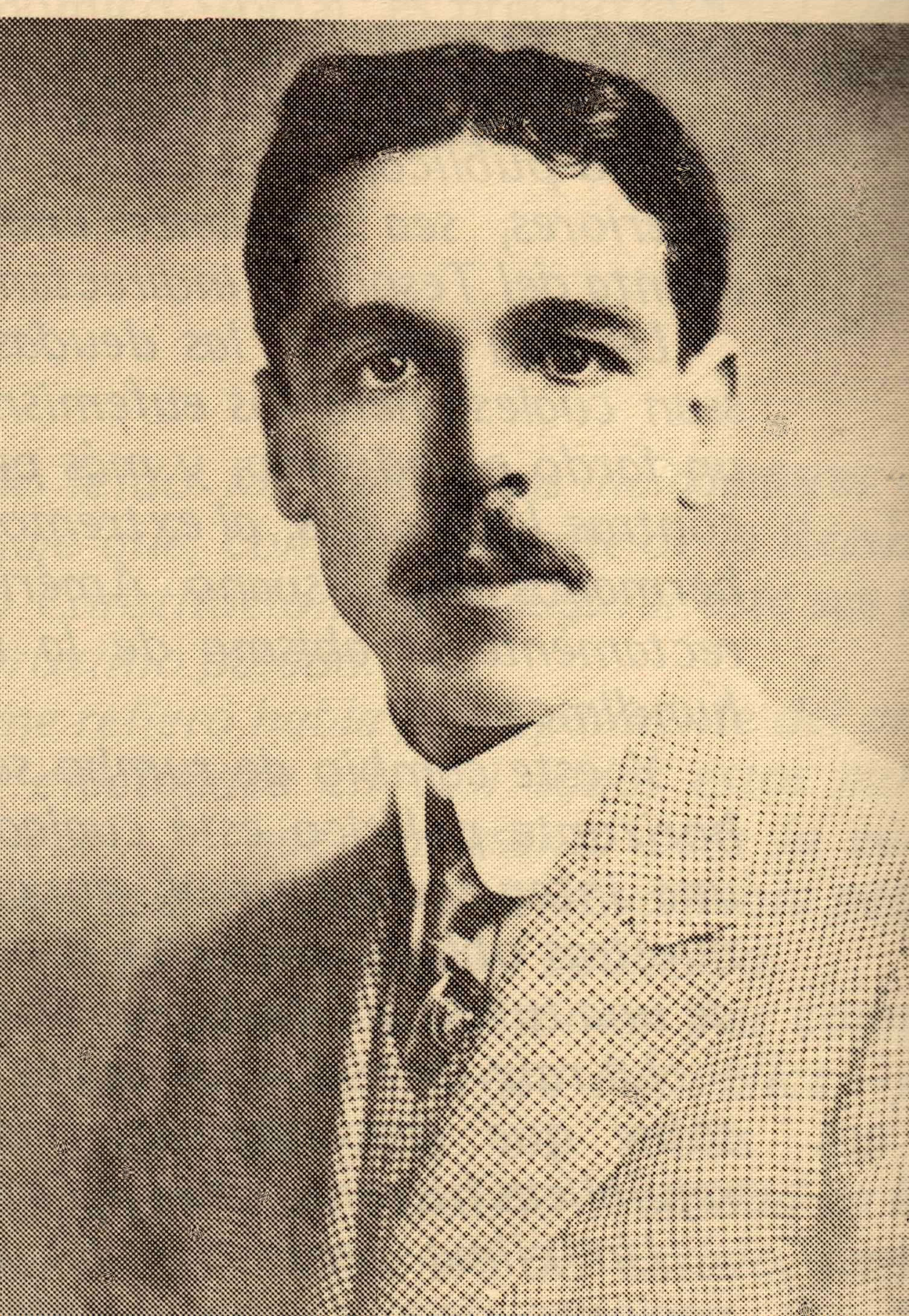
Alfredo González Flores (1877-1962), presidente de Costa Rica entre 1914 y 1917.

En 1914 ascendió al poder Alfredo González Flores, luego de una contienda electoral en que por primera vez se aplicó el voto directo. No obstante, ninguno de los tres candidatos participantes logró la mayoría absoluta exigida por la Constitución, por lo que González Flores, en ese momento diputado de la Asamblea Legislativa, fue llamado a ejercer la primera magistratura en calidad de primer designado por el Congreso. El gobierno de Alfredo González Flores se alejó de la concepción liberal del Estado que tuvieron sus antecesores. El presidente mostró profundas inquietudes de tipo social y económico.
Tres meses después de iniciada su administración, estalló la Primera Guerra Mundial, y con ella, el cierre de los mercados europeos para el café costarricense, por lo que el Congreso autorizó al Ejecutivo a tomar una serie de medidas intervencionistas para paliar la crisis económica desencadenada por el conflicto bélico. De estas leyes nació la primera institución autónoma de la nación, el Banco Internacional de Costa Rica (a partir de 1936, cambiará su nombre a Banco Nacional de Costa Rica), creado por el presidente cuando no encontró en los bancos privados el apoyo financiero que ocupaba el Estado. En su calidad de emisor, el Banco Internacional de Costa Rica rompió el monopolio de los bancos privados. Además, el gobierno de González Flores creó Juntas Rurales de Crédito Agrícola, Almacenes Generales de Depósito, la Escuela Normal de Heredia, el Sanatorio Durán y la Ley de Seguros Mercantiles y Compañías de Seguros.
Alfredo González impulsó importantes leyes en materia tributaria. En 1915, el presidente inició una serie de medidas destinadas a la creación de impuestos directos, principalmente el impuesto sobre la renta y el impuesto territorial. La reforma fiscal iniciada por González Flores iba destinada a que aquellos con mayor capacidad económica fueran los que más contribuyeran, lo que trajo el descontento de poderosos sectores económicos. Conforme la crisis fiscal se acentúa, el gobierno pierde cada vez más apoyo político, volviéndose impopular, por lo que funda un nuevo periódico, El Imparcial, para hacer frente a sus detractores que le atacan desde el periódico de la oposición, el influyente diario La Información.
En 1916, el gobierno gana las elecciones de diputados de medio periodo, no sin acusaciones de fraude por parte de los opositores, y logra la aprobación del paquete de impuestos. A finales de ese año, el poder legislativo se divide ante la aprobación de un contrato para la explotación petrolera, que es vetado por el gobierno, pero el presidente del Congreso desconoce el veto, lo que divide aún más a la bancada oficialista. El gobierno, profundamente debilitado, es atacado fuertemente desde las páginas de La Información por influyentes políticos y expresidentes como Cleto González Víquez, Rafael Yglesias y Carlos Durán Cartín. A principios de 1917, surgen rumores que especulan que el presidente González Flores buscará la reelección, sin que el mandatario la confirme o descarte oficialmente.

### La dictadura de Federico Tinoco
El 27 de enero de 1917, el presidente Alfredo González Flores fue derrocado por su secretario de Guerra y Marina, Federico Tinoco Granados, rompiendo con 27 años de estabilidad política y orden constitucional. Aunque el pretexto para el golpe de Estado es evitar la reelección de González Flores, detrás del cuartelazo hay una serie de intereses: el combate de la oligarquía cafetalera a las reformas fiscales impulsadas por el presidente; el descontento de los bancos privados, a quienes la creación del Banco Internacional de Costa Rica ha quitado el monopolio de la emisión; los intereses petroleros; la impopularidad del Ejecutivo; y las ambiciones personales de Tinoco.
El gobierno de Tinoco se caracterizó por su carácter represivo y la constante violación de los derechos civiles y políticos, así como el abuso en el manejo de los fondos públicos. Hubo varios levantamientos en su contra, como la «Revolución del Sapoá», dirigida por Julio Acosta García, sin embargo, fueron reprimidos con dureza e incluso con el asesinato de varios líderes opositores como el periodista Rogelio Fernández Güell y el educador Marcelino García Flamenco en 1918.
La caída de Federico Tinoco comenzó en 1919, cuando la población del Gran Valle Central -encabezada por educadores como Carmen Lyra, los estudiantes de secundaria y trabajadores- se lanzaron a las calles a protestar contra una exacción que el gobierno pretendía hacer en los sueldos de los maestros, y proletarios. Las manifestaciones y desfiles terminaron por incendiar «La Información», periódico al servicio de la dictadura. Pocas semanas después, el hermano del dictador y Ministro de Guerra José Joaquín Tinoco Granados, es asesinado en la esquina de su casa por un desconocido y pocos días después, el dictador, su familia y sus gentes más cercanas, fueron exiliados del país y se establecieron en Francia, dejando al país arruinado y agotado.

### Gobierno de Julio Acosta García

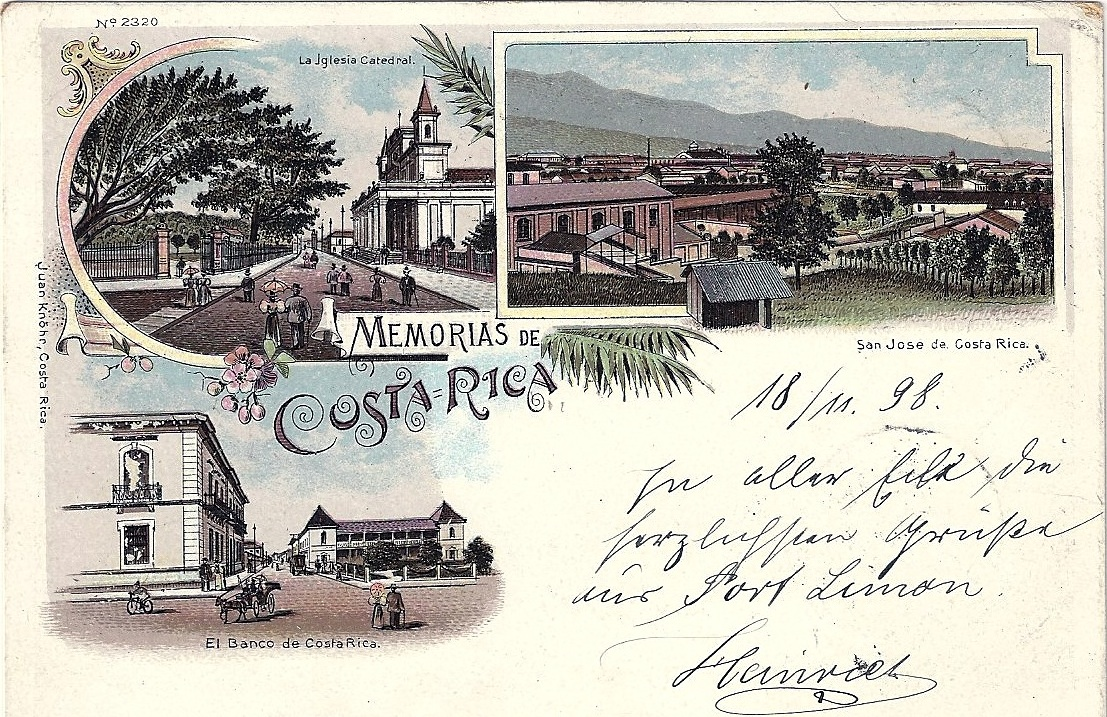
Tarjeta postal Memorias de Costa Rica, escrita y circulada en el año 1898.

Tras los interinatos de Juan Bautista Quirós Segura y de Francisco Aguilar Barquero, las elecciones de 1920 las ganaría Julio Acosta García. En este mismo año haría su debut en el Metropolitan Opera House el tenor costarricense Manuel Melico Salazar, con una obra de Verdi.

#### La Guerra de Coto y el laudo Taft
En 1921 el país se vio envuelto en un conflicto armado con la República de Panamá conocido como la Guerra de Coto. En 1922, el Banco Internacional es declarado única entidad emisora de moneda, y un año después, Costa Rica obtendría una importante victoria judicial contra la Gran Bretaña en el litigio arbitral fallado por el Laudo Taft.

### Don Ricardo y Don Cleto
En 1924, Ricardo Jiménez vuelve a ser electo presidente de la república. Durante ese período creó el Banco Nacional de Seguros (hoy Instituto Nacional de Seguros) y el Banco de Crédito Hipotecario. Impulsó la ganadería y la agricultura, creó la escuela de Agricultura y el Ministerio de Salud. Inició la electrificación del ferrocarril al Pacífico y la construcción del nuevo muelle de Puntarenas. En 1928 Cleto González Víquez es nuevamente electo. Durante esta administración comenzó la pavimentación de las calles de San José, mejoró algunas carreteras en el Valle Central, y terminó la obra de la electrificación del ferrocarril al Pacífico.

### Crisis del Estado Liberal (1929 - 1940)
La Costa Rica del siglo XIX, liberal y creyente en la ideología del progreso, fue construida sobre el principio de que, dejadas en libertad las fuerzas del mercado, una economía basada en las exportaciones agrícolas conduciría a la civilización y a la prosperidad para todos. Sin embargo, el contexto de crisis mundial encarnado por la Primera Guerra Mundial y luego por la Gran Depresión de 1929 evidenció que el proyecto liberal carecía de una respuesta adecuada a la nueva situación económica, y ante el derrumbe del modelo agroexportador (la caída de los precios del café y el banano en el mercado internacional), surgió una nueva filosofía: la intervención del Estado era necesaria para mantener la buena salud de la economía nacional. Al mismo tiempo, durante la década de 1920 se empezaron a producir avances importantes en materia social (la puesta en práctica de la jornada de 8 horas, las leyes de inquilinato, ley de accidentes del trabajo, fundación del Banco de Seguros, la creación de los Despachos de Trabajo y de Previsión Social), a partir de la fundación del Partido Reformista por Jorge Volio Jiménez en 1923.
En 1929, el gobierno de Ricardo Jiménez debió afrontar una difícil situación fiscal, que se había extendido a todos los países del mundo como resultado de la Gran Depresión iniciada en los Estados Unidos. En 1930, estallan gran cantidad de movimientos obreros a causa de la crisis económica que sufre el país, lo que desembocaría en 1931 con la fundación del Partido Comunista por Manuel Mora Valverde. Este partido dirigiría la huelga bananera de 1934 contra la United Fruit Company, lo que constituyó la primera huelga bananera centroamericana, y su importancia radicó en que su alcance fue tal, que colocó la cuestión social en el primer plano del debate y la agenda nacionales.
Para 1932 gobernaba una vez más Ricardo Jiménez, en su tercer periodo, durante el cual llevó de Ojo de Agua la cañería hasta el puerto de Puntarenas. Construyó grandes edificios para escuelas primarias y numerosas carreteras a diversos lugares del país, el Estadio Nacional y la Dirección General de Correos. En general, los periodos de gobierno de Cleto González Víquez y Ricardo Jiménez Oreamuno se recuerdan como estables y de paz social.
En 1936 ascendería al poder León Cortés Castro. Anteriormente Ministro de Fomento (actual Ministerio de Obras Públicas y Transportes) del gobierno de Ricardo Jiménez, su administración se distinguió por una dinámica y brillante política en materia de obras públicas (construyó escuelas, aeropuertos, edificios públicos, carreteras y cañerías). Además, adoptó una política de desarrollo económico fortaleciendo el Banco Nacional de Costa Rica. Durante su gobierno, sería asesinado el reconocido médico, Dr. Ricardo Moreno Cañas, en circunstancias misteriosas.
Finalmente, la llegada al poder el líder reformista Rafael Ángel Calderón Guardia en 1940 pondría fin al Estado Liberal como tal mediante una serie de reformas conocidas como las Garantías Sociales, de inspiración socialcristiana y apoyado por los comunistas, que haría pasar al país a un sistema de Estado Benefactor que persiste hasta la fecha. Dichas reformas no fueron poco polémicas y generaron tal grado de tensión que fueron una de las causas del estallido de la Guerra Civil de 1948, aun así, el bando ganador liderado por José Figueres mantendría las reformas y haría incluso algunas propias influenciados por el pensamiento socialdemócrata y socialista utópico punto de partida de la república de 1949.

## Gobierno y política

### Ejército

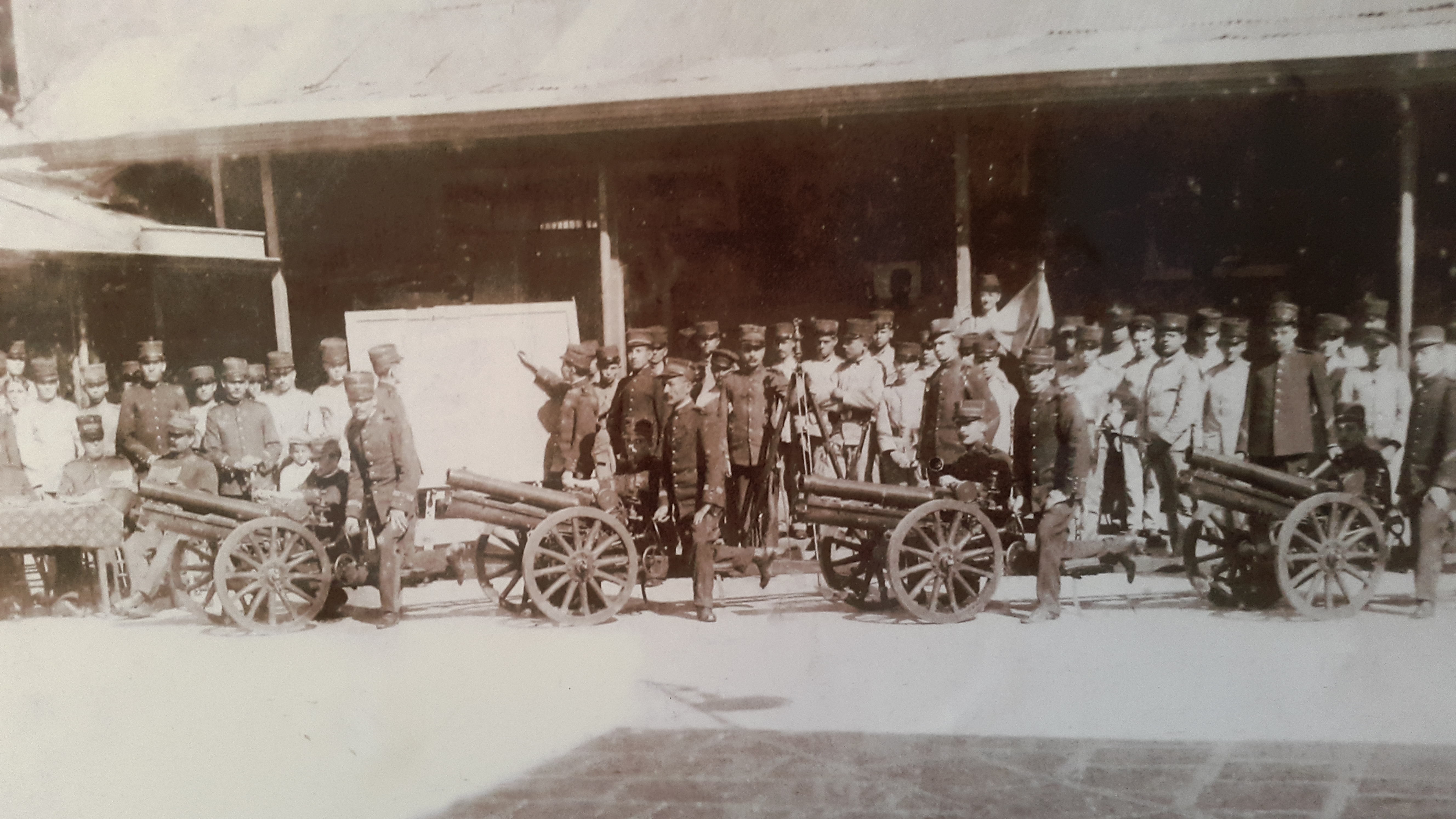
Vista del Cuartel de Artillería de San José, Costa Rica, a inicios del. Museo Nacional de Costa Rica.

La llegada de Tomás Guardia a la primera magistratura del Estado significó el ascenso de los militares al poder político, que mantuvieron entre 1870 y 1890. Antes del golpe de Estado de Tomás Guardia, fueron frecuentes los cuartelazos, pues las distintas facciones que componen la oligarquía cafetalera se disputan el poder y buscan beneficiarse del mismo, accediendo al mismo mediante golpes de Estado. Sin embargo, la gran diferencia radica es que, antes de Guardia, los militares son únicamente instrumentos de los grupos económicamente poderosos por medio de los cuales estos logran controlar al Estado. Guardia, en cambio, realizó una profunda transformación de la política nacional. Tomás Guardia Gutiérrez gobernó Costa Rica por espacio de doce años gracias a importantes reformas realizadas dentro del ejército, mejorando la disciplina y la profesionalidad de sus elementos. Las fuerzas armadas se organizaron de forma más eficiente, pudiendo aumentar sus números fácilmente hasta 5.000 efectivos en caso de rebeliones internas, y hasta 10.000 en caso de guerra con otros países. Esto contribuyó a reducir la capacidad de los grupos era de 100 opositores internos, muchos de los cuales sufrieron confinamiento o exilio.
El fortalecimiento del ejército también fue necesario para la defensa de la soberanía nacional ante las amenazas externas: los gobiernos de Centroamérica no reconocieron a Guardia como gobernante, hubo disputas fronterizas con Nicaragua y Colombia, y Guardia tuvo constantes diferencias con Justo Rufino Barrios, presidente guatemalteco que tenía la intención de unir nuevamente Centroamérica por la fuerza de las armas, conflicto que se prolongó más allá de la muerte de Guardia, hasta 1885. El reforzamiento del ejército durante el gobierno de Tomás Guardia permitió la estabilidad política, racionalizando el gasto público y permitiendo mayor estabilidad financiera privada.
El ejército volvió a quedar subordinado al poder civil entre 1890 y 1917. En 1917, con la dictadura de Federico Tinoco, el ejército llegó a protagonizar diversos hechos de violencia política. Durante la década de 1920, el ejército de Costa Rica se debilitó y fue abandonando las prácticas represivas. Los abusos del gobierno de Tinoco y el fracaso en la Guerra de Coto (1921) contribuyeron a su desprestigio como institución. Este debilitamiento fue uno de los factores que favoreció su histórica abolición en 1948.

## Economía

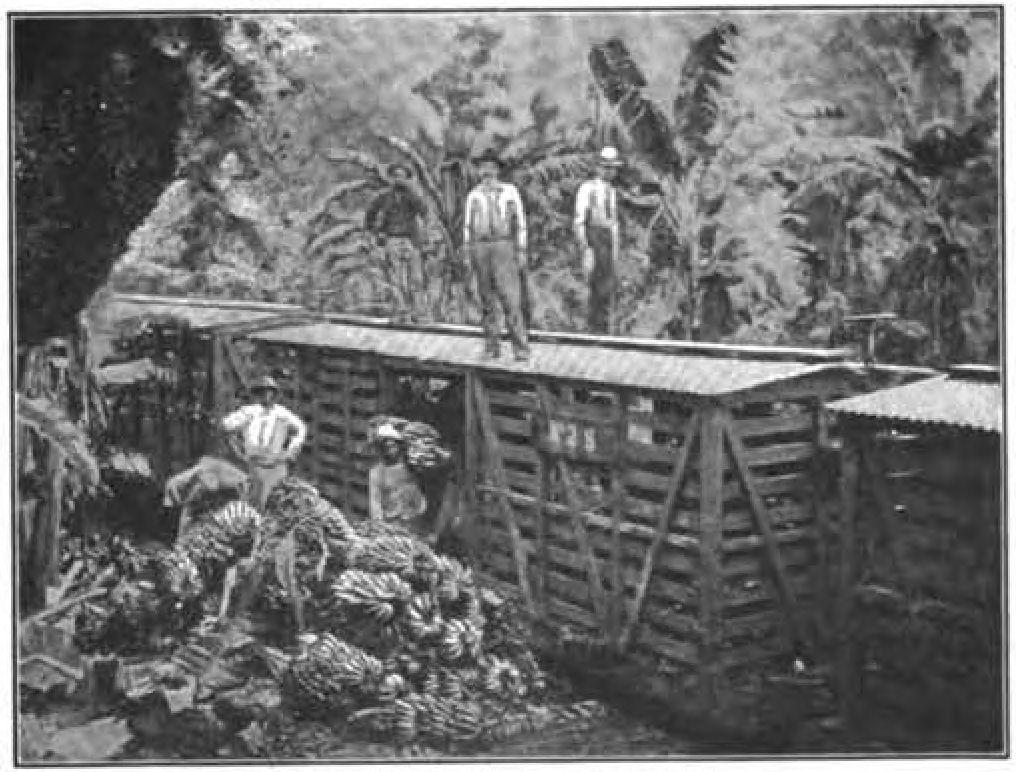
La construcción del ferrocarril al Atlántico (1870-1890) es un hito del periodo, puesto que permitió la comunicación del Valle Central con el Caribe, la exportación transoceánica de productos como el café y el banano, y la llegada de inmigrantes afroantillanos, chinos y europeos que trabajaron en su construcción.

La adopción del liberalismo como filosofía también significó un favorecimiento hacia la liberalización económica y el capitalismo. El objetivo fue librar a la economía de toda intervención artificial, de modo que la economía nacional estuviera determinada por las leyes del mercado, buscando una eficiencia económica plena. Se introdujeron nuevas tecnologías, buscando una mayor productividad. Costa Rica abrió sus puertas al capital externo, donde el Estado se planteó como un ente abstracto, garante del orden necesario para la buena marcha de la economía pero sin alejado de la escena productiva. Esta reforma liberal en la economía significó la materialización principalmente en la construcción del ferrocarril al Atlántico, que fue un proyecto-país pero que se llevó a cabo por medio de manos privadas, y que significó la concesión no solo de la construcción de la vía férrea, sino también de bastas hectáreas de terreno para el cultivo del banano, constituyéndose un verdadero monopolio y la conformación de un enclave comercial en el Caribe centroamericano.
El cultivo del café en Costa Rica inició en 1830, y sus rentas por la exportación a Inglaterra significaron su rápida expansión y la colonización agrícola del Valle Central y otras regiones. La actividad cafetalera dinamizó la vida económica y social de Costa Rica, y cuyos efectos sociales y políticos fueron visibles desde temprano. La burguesía agroexportadora, consolidada en la cúspide la jerarquía social, encontró en el café una fuente de estabilidad y riqueza. Entre 1850 y 1890, el cultivo del café se afianzó y fue la principal fuente de divisas para el desarrollo del país en todos los aspectos, representado el "grano de oro" el 90% de la exportación total de Costa Rica, constituyéndose en el eje de la economía.

## Cultura
La introducción de las ideas liberales no solo se verificó en los aspectos políticos y económicos del Estado costarricense, sino que también se materializó en la creación de una cultura que sostuviera y celebrara estos ideales progresistas. Los intelectuales de la Generación del Olimpo, entre ellos abogados, educadores, médicos y periodistas, empezaron a extender nuevos valores como el patriotismo, el capitalismo, la ciencia, la higiene y la pureza racial, con el objetivo de civilizar a las masas populares, tomando a la Europa moderna como modelo, principalmente a Inglaterra, Francia y Prusia, y alejándose de la herencia colonial española e indígena, consideradas como atrasadas. El Olimpo alentó al pueblo al ideal burgués del trabajo, la higiene, la educación, el arte, la conservación de los valores patriarcales de la familia nuclear como la base de la moral y la prosperidad, difundiendo una identidad nacional basada en el ideal republicano y laico, alejado de la Iglesia. Los liberales reforzaron el control administrativo del Estado, persiguiendo costumbres consideradas como bárbaras o atrasadas, como la medicina alternativa, las peleas de gallos y los vicios.
A finales del siglo XIX, el Estado costarricense comenzó a intervenir en la sociedad y la cultura de forma sistemática, mediante la educación. El Estado publicó miles de folletos agrícolas, científicos, históricos y de higiene, que distribuían entre las familias urbanas y rurales. Los campesinos, artesanos y trabajadores, sin embargo, tomaron únicamente lo que les convenía o consideraban útil, descartando el resto. De esta forma, mientras en el Valle Central crecía una cultura urbana que se diversificaba, más cosmopolita y letrada, en el resto del país se establecía una cultura rural y oral, con algunas regiones culturales específicas, como el Caribe, con una cultura afrobritánica importada por los inmigrantes antillanos, y Talamanca, donde prevalecían las culturas indígenas.

### Identidad nacional

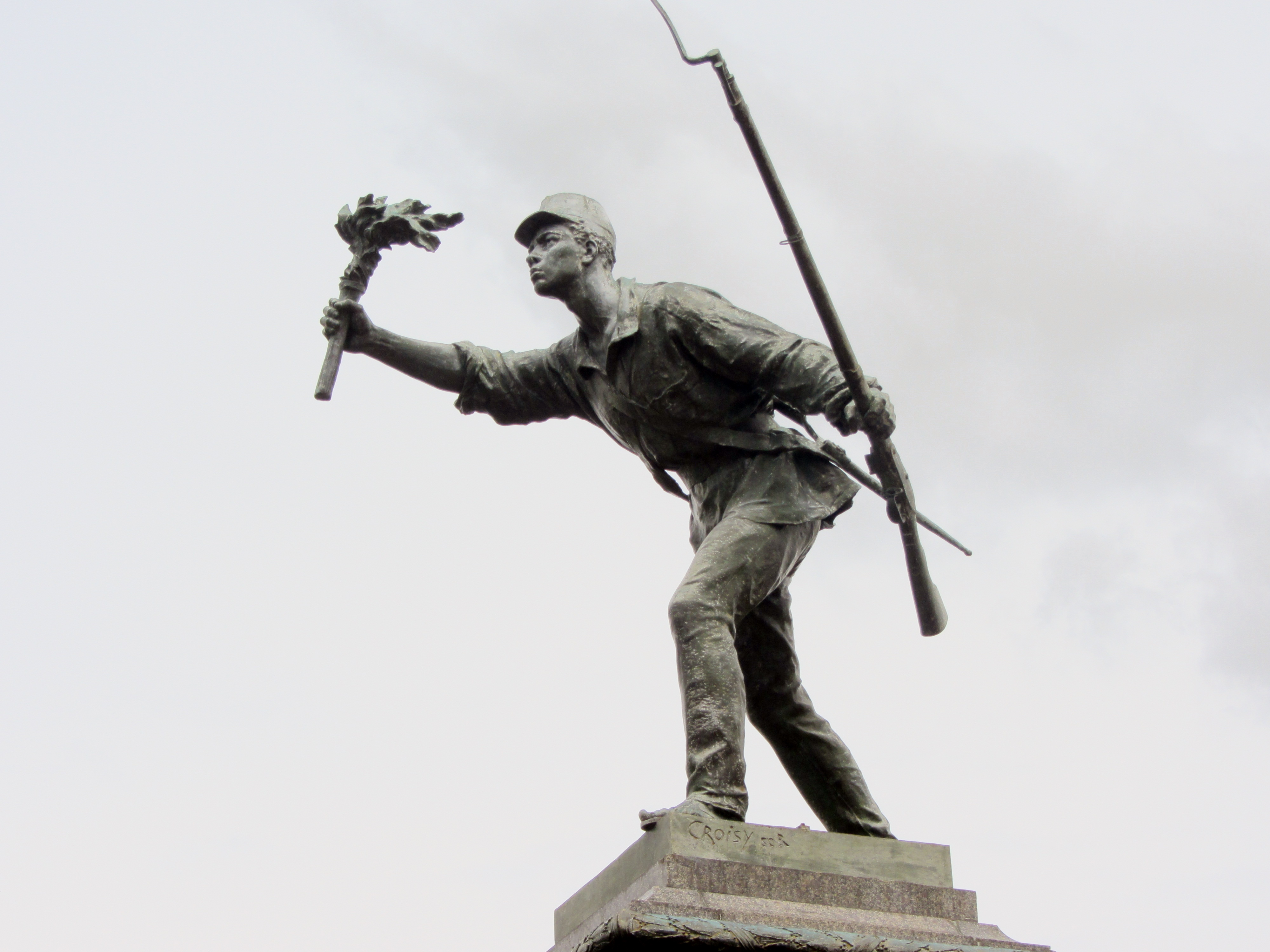
El héroe nacional Juan Santamaría.

En el proyecto de modernización impulsado por la Generación del Olimpo estimuló la creación de una identidad nacional secular, mediante la promoción de las políticas higienistas, el sistema educativo y el control social del Estado sobre la población civil. La reforma liberal significó una división cultural entre los sectores acomodados urbanos, con intelectuales y políticos cosmopolitas y seculares, y los sectores populares de cultura campesina y católica. Una forma de superar este conflicto fue la difusión sistemática de una identidad nacional centrada en la Campaña Nacional de 1856-1857, utilizando para ello todos los recursos disponibles, como la prensa y el sistema educativo. La figura del soldado alajuelense Juan Santamaría, muerto en la batalla de Rivas el 11 de abril de 1856, fue elevada a la categoría de héroe nacional, como una forma de que las clases populares se identificasen con él. La recuperación de la memoria de la Campaña sirvió para que los liberales difundiesen una serie de ideales que, según ellos, distinguían a los costarricenses de los demás centroamericanos: el trabajo, la índole pacífica, su condición de propietarios y su etnia blanca.
El aspecto racial fue fundamental en este proyecto. Los liberales hicieron énfasis en la identidad racial blanca de los costarricenses, ensalzando la ascendencia española por encima de los ancestros indígenas. Potencialmente excluyente y discriminatoria, esta política, no obstante, fue compensada porque el sistema educativo y la política electoral se volvieron fundamentales para lograr una mayor integración social y cultural. De esa forma, niños y niñas de etnias distintas compartían las mismas aulas, y conforme se consolidaron los partidos políticos, estos tuvieron que optar por movilizar a todos los votantes posibles sin distinguir el color de su piel. Estos límites son más que evidentes pues, a pesar de la intención oficial de definir a Costa Rica como una nación blanca, el país terminó escogiendo a una virgen negra, la Virgen de los Ángeles, como patrona, y a un mulato, Juan Santamaría, como héroe nacional.
La gradual incorporación política de campesinos, artesanos y trabajadores permitió que se consolidase la invención de la nación en Costa Rica.

### Arte

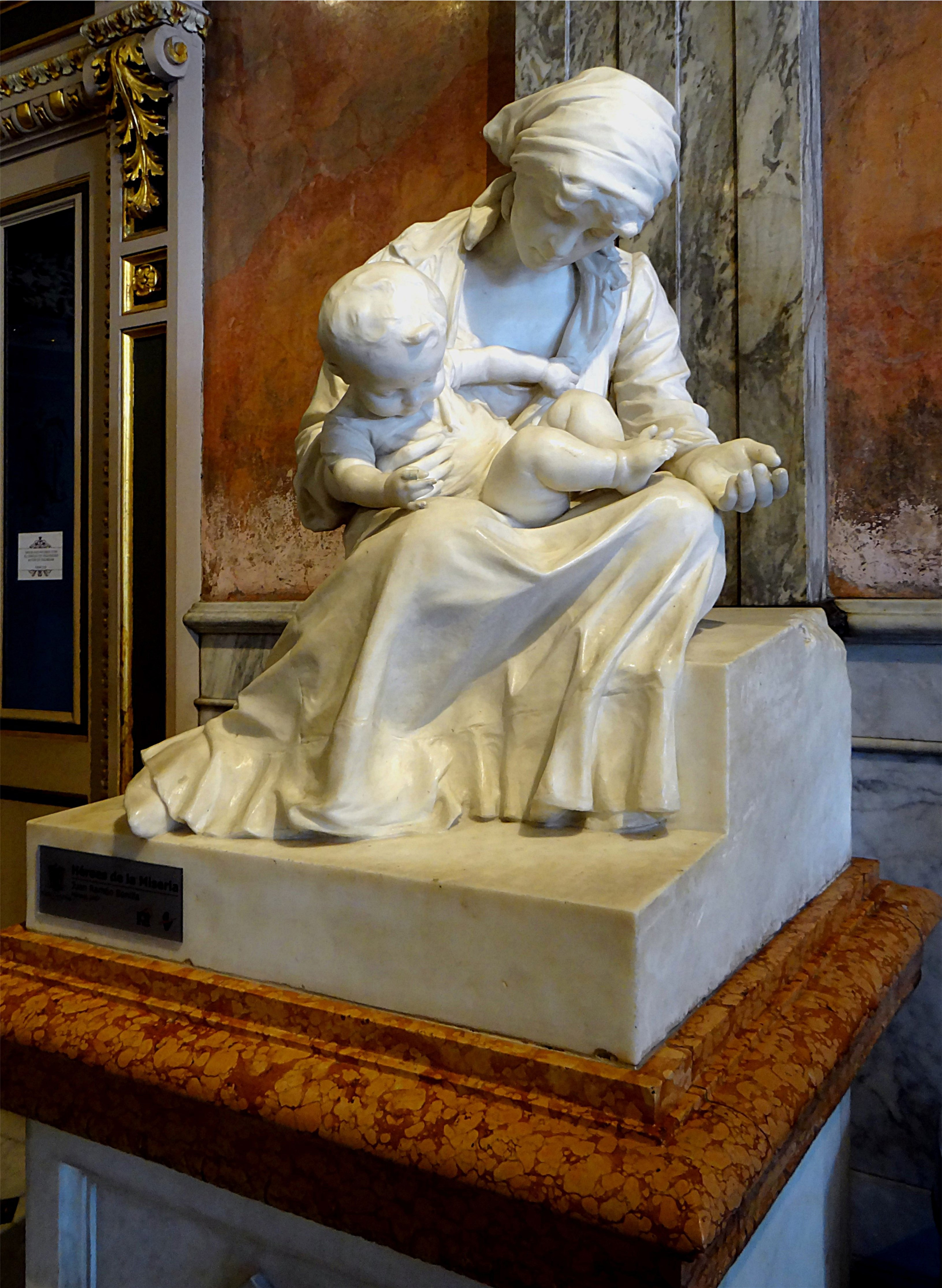
Los héroes de la miseria, de Juan Ramón Bonilla.

La consolidación del Estado Liberal significó un impulso decidido para el arte, inspirado principalmente en el arte clásico europeo. Se creó un arte dirigido para la élite burguesa, inspirado en la tradición académica europea, y con exaltación de la historia patria en busca de consolidar la formación de una identidad nacional. El factor económico favorable de la época permitió un desarrollo propicio del arte nacional, dirigido especialmente al fomento de obras de carácter público con exaltación del espíritu nacionalista. 
Se dio un predominio del estilo neoclásico en la arquitectura, siendo la construcción del Teatro Nacional de Costa Rica (1897) la obra más relevante. Inglaterra se volvió un modelo a imitar, introduciéndose el estilo arquitectónico victoriano en la construcción de las viviendas de la clase pudiente, como ocurrió en el Barrio Amón en San José. En contraste, la Iglesia Católica, opuesta a los liberales, adoptará el estilo neogótico, nórdico y medieval, en contraposición con la arquitectura de aires grecorromanos de los gobernantes.
En la escultura, los liberales impulsaron la creación de monumentos que resaltaran especialmente la memoria de la Campaña Nacional de 1856-1857, como el Monumento a Juan Santamaría o el Monumento Nacional de Costa Rica, siguiendo el estilo artístico francés e italiano. La escultura de Costa Rica, cuyas bases se habían formado en la tradición imaginera colonial, dio el paso hacia el laicismo con precursores como Fadrique Gutiérrez (1847-1897), y con el surgimiento de los primeros escultores laicos nacionales, Juan Ramón Bonilla (1882-1944) y Juan Rafael Chacón (1894-1982), educados en Europa y seguidores de la corriente académica. 
La pintura costarricense surge a partir de pintores europeos radicados en el país, como Tomás Povedano, Emil Span y Aquiles Bigot. Se da un predominio del retrato académico, siguiendo la tradición pictórica flamenca. El primer pintor costarricense netamente reconocido será Enrique Echandi, educado artísticamente en Alemania. En el campo del paisajismo, la pintura trató temas acordes a la realidad aun rural y con vida sencilla y austera. El paisaje nacional fue captado con rigurosa meticulosidad científica, representando escenas propias del campo: el trapiche, la paila, el beneficio de café, la flora nacional, la casa de campo, etc.
No obstante, los primeros artistas costarricenses no recibirán el reconocimiento de su arte sino hasta periodos posteriores. La tónica a finales del siglo XIX será el desprecio de los intelectuales por el arte nacional, y el menosprecio de las obras realizadas por nacionales (destacan los casos de Juan Ramón Bonilla y Enrique Echandi), en favor de lo extranjero, a tono con la intención de los liberales por la europeización de la sociedad costarricense, en detrimento de lo autóctono. No será sino hasta la segunda década del siglo XX cuando una nueva generación de artistas, encabezados por Teodorico Quirós, Francisco Amighetti y Francisco Zúñiga, entre otros, creará un arte con mayor sensibilidad criolla.

### Literatura
Con la llegada de la imprenta en 1830, se van a imprimir los primeros libros, sin embargo, no existirá una literatura verdaderamente costarricense sino hasta 1890. En este marco, la primera promoción histórica de escritores costarricenses corresponde a los miembros de El Olimpo, cuyos autores han venido a ser considerados como los clásicos de la literatura nacional. Estos escritores fueron los primeros en discutir sobre las posibilidades o características de la literatura, los primeros en publicar libros y revistas literarias, en elaborar modelos sistemáticos de representación literaria de la realidad nacional. Esta primera promoción está conformada por escritores nacidos en las décadas de 1850 y 1860, destacando entre ellos Aquileo Echeverría, Manuel González Zeledón, Ricardo Fernández Guardia, Carlos Gagini y Pío Víquez. En sus obras predominarán el costumbrismo y el realismo como formas literarias
El proyecto de estado-nación de los liberales para la construcción de una identidad nacional también se vio reflejado en el campo de la literatura. El papel histórico, literario e ideológico de estos autores consistió en elaborar un modelo de literatura nacional que correspondiera al proyecto nacionalista y civilizador que se iniciaba bajo el signo del liberalismo oligárquico. La imagen de la realidad nacional de sus escritores se limita al Valle Central de Costa Rica, hábitat de la oligarquía cafetalera, y excluye los espacios de las culturas indígenas, el Caribe y las regiones ganaderas y mineras del noreste del país. De esa manera, facilita la identificación oligárquica con la cultura europea, fortaleciendo la imagen de un país de homogeneidad racial y cultural, bajo el patrón de una nación occidental civilizada. Sin embargo, sus escritos poseen ambivalencia: los autores se identifican a sí mismos como liberales, pero en sus textos manifiestan desconfianza hacia las consecuencias sociales y morales del individualismo burgués, el progreso capitalista, el crecimiento del mercado y la disolución de la sociedad tradicional. La vida costarricense es, en los textos del Olimpo, un mundo social en trance, donde se añoran las tradiciones y costumbres nacionales, las cuales se ven corroídas por los valores de la modernidad capitalista.

### Salud
La reforma liberal también incluyó una serie de medidas destinadas a invertir en el bienestar social de la población en general. Esto significó la construcción de asilos, hospitales, prisiones y nuevos ministerios, como el de Salubridad Pública (1927). También se desarrollaron programas comunitarios destinados a mejorar la salud pública: en 1910, se realizó una campaña contra la anquilostomiasis; en 1913, se estableció el programa Gota de Leche, para asistir a las madres pobres en la alimentación de sus hijos; en 1930, se fundó el Patronato Nacional de la Infancia. En 1918, se construyó el Sanatorio Durán, destinado a la atención de pacientes con tuberculosis.

### Educación

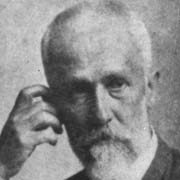
Mauro Fernández Acuña (1843-1905), el gran reformador de la educación pública costarricense.

La reforma educativa fue uno de los aspectos más relevantes llevados a cabo por el Estado durante este periodo, debido a que fue un complemento importante de la reforma jurídica y el proceso legalizador acaecido durante esos años. Esto, por cuanto uno de los propósitos del Estado costarricense fue no solo delimitar las relaciones privadas entre los individuos y sus vínculos con el Estado, sino generar una serie de valores en la población que la identifiquen con los fines para los cuales existe el Estado. Hasta antes de la llegada de los liberales al poder en 1870, el desarrollo de la educación en Costa Rica tuvo tres hitos importantes: la creación de la Casa de Enseñanza de Santo Tomás en 1814, que se convirtió en Universidad de Santo Tomás en 1843; la creación de un liceo de niñas por José María Castro Madriz en 1848; y la declaración de la educación primaria gratuita y obligatoria por parte del primer gobierno de Jesús Jiménez Zamora. No obstante, el sistema educativo costarricense recibe su impulso más decisivo con la aprobación de la Ley Fundamental de Educación (1885) y la Ley General de Educación Común (1886), la reforma educativa impulsada principalmente por Mauro Fernández Acuña, Secretario de Educación Pública durante el gobierno de Bernardo Soto Alfaro. Fundó la Escuela Normal, para formación de personal docente, firmó la Ley General de Educación Común, que ampliaba la educación secundaria, así como la fundación del Liceo de Costa Rica, el Instituto de Alajuela y el Colegio Superior de Señoritas entre 1887 y 1888, y el cierre de la Universidad de Santo Tomás.